# Gemeinkostenwertanalyse
Die Gemeinkostenwertanalyse (GWA) ist in der Betriebswirtschaftslehre und dem Kostenmanagement eine Wertanalyse, die eine Kostensenkung bei den Gemeinkosten zum Ziel hat.                            

## Allgemeines
Bei der GWA und ähnlichen Verfahren wie der administrativen Wertanalyse, der Gemeinkosten-Aufwand-Nutzen-Analyse (GANA) und dem Gemeinkosten-Systems-Engineering (GSE) handelt es sich um systematische Verfahren zur Kostensenkung im Gemeinkostenbereich. Konkret geht es um die Einsparung von Personalkapazitäten in den Kostenstellen mit überwiegenden Gemeinkosten, die selbst keine Endprodukte herstellen. Dazu gehören vor allem die betriebliche Funktion der Verwaltung sowie auch Stabsstellen.
Die GWA ist ein Instrument des Gemeinkosten-Managements und des Gemeinkostencontrolling, basierend auf der in den USA entwickelten Methode der Overhead-Value-Analysis (OVA). Die GWA wurde von McKinsey & Company aus der OVA entwickelt, an die europäischen Gegebenheiten angepasst und 1975 in Deutschland eingeführt. Die OVA wird in der deutschsprachigen Fachliteratur als GWA, Gemeinkosten-System-Engineering oder administrative Wertanalyse bezeichnet.

## Projekt-Schritte
Die GWA ist mit hohem Aufwand (Projektdurchführung und -koordination) verbunden und eignet sich daher als Instrument der strategischen Planung und des Controlling. In der GWA werden Kosten und Nutzen der Leistungen ausgewählter Gemeinkostenbereiche untersucht, um Möglichkeiten zum Abbau nicht notwendiger Leistungen sowie zur rationelleren Leistungserbringung zu finden. 
Die Hauptbeteiligten des Verfahrens sind ein Lenkungsausschuss aus Mitgliedern der Unternehmensleitung, mehrere Teams aus Linienführungskräften, Methodenexperten und externen Beratern sowie die Leiter der betroffenen Gemeinkostenstellen. 
Die GWA wird in drei Schritten durchgeführt:

### Vorbereitungsphase
Die Vorbereitungsphase umfasst sowohl die Projektorganisation als auch die Auswahl der Projektmitglieder der einzelne Untersuchungseinheiten. Die Projektmitglieder erhalten in der Regel vor der Analysephase mehrtägige Schulungen.

### Analysephase
Die Analysephase stellt den eigentlichen Kern der GWA dar. Dabei werden alle in einer Rechnungsperiode angefallenen Kosten einer Untersuchungseinheit erfasst. Es erfolgt eine Berechnung der Personalkapazität der Untersuchungseinheit in Personaljahren. Wichtig ist dabei die Wahl des zugrunde liegenden Analysezeitraums (letztes Quartal, letzte Abrechnungsperiode). Anschließend werden die angefallenen Kosten gegliedert in Personalkosten (Löhne und Gehälter), personenabhängige Sachkosten (Reisekosten) sowie übrige Sachkosten (Büromaterial).
Auf Grundlage der bisher ermittelten Daten wird ein Leistungskatalog erstellt. Er enthält die Beschreibung der Leistung der Untersuchungseinheit, die Häufigkeit der ausgeführten Leistung, die Empfänger der Leistung, sowie den Zeitbedarf für die Erstellung der Leistung. Aus diesen gewonnenen Daten lassen sich dann Einsparungsvorschläge entwickeln, die dementsprechend auf Realisierbarkeit überprüft werden müssen. Dabei sind die Wirtschaftlichkeit und Fristigkeit, der Kosteneffekt, sowie die sozialen Konsequenzen und die Motivationswirkung auf die Mitarbeiter von eventuellen Rationalisierungsmaßnahmen zu berücksichtigen.

### Realisationsphase
In der Realisationsphase werden die Einheiten der Primärorganisation mit der Durchführung und Umsetzung der Maßnahmen beauftragt. Dabei erfolgt eine ständige Umsetzungskontrolle durch den Lenkungsausschuss. Während der Umsetzungsphase erfolgt eine kontinuierliche Maßnahmenkontrolle, bei der Soll-Ist-Abweichungen der Umsetzung gemessen werden und durch Plankorrekturen und Gegenmaßnahmen gesteuert werden.

## Wirtschaftliche Aspekte
Die Gemeinkostenwertanalyse ist eine Weiterentwicklung der Wertanalyse (englisch Value Analysis), die 1947 bei General Electric durch den Chefeinkäufer Lawrence D. Miles ins Leben gerufen wurde und eine Kostensenkung der Materialkosten ohne Verschlechterung der Produktqualität anstrebte. Die GWA lohnt sich insbesondere in Unternehmen mit einer Kostenstruktur, bei der Gemeinkosten oder Fixkosten eine wesentliche Rolle spielen wie beispielsweise in personalintensiven Unternehmen oder bei einem hohen Niveau an Verwaltungskosten. Dazu gehört tendenziell der Dienstleistungssektor (Bankwesen, Versicherungswesen). In Kreditinstituten werden die Personalkosten als „quasi-fixe“ Kosten im Hinblick auf ihre zeitliche Beeinflussbarkeit eingestuft, so dass viele Banken und Sparkassen das Instrument der GWA einsetzen.